# Runenstein von Eggja
Der Runenstein von Eggja (auch als Eggjum Nr. N KJ101 bezeichnet und norwegisch Eggjasteinen genannt) ist ein norwegischer Runenstein. Er trägt die längste bekannte Runeninschrift des älteren Futharks.

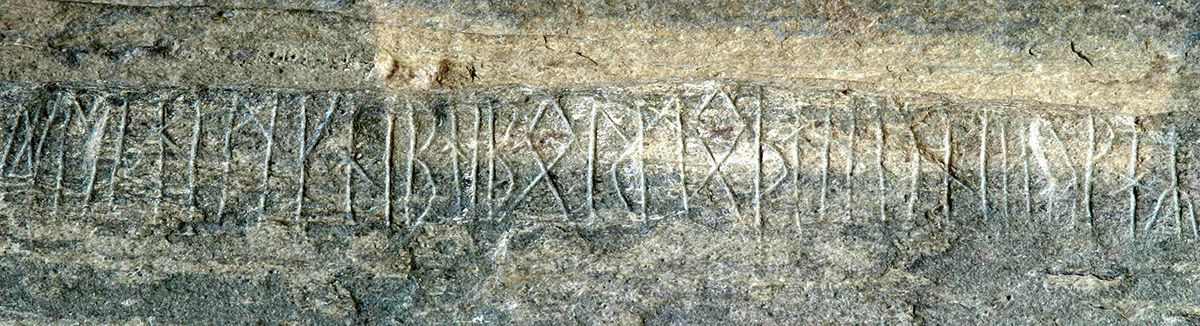
Inschrift

## Fundort und Datierung
Der 160 cm lange Stein wurde 1917 nahe dem Hof Eggja in Sogndal am Sognefjord beim Pflügen gefunden. Der Stein bedeckte, nach den Beigaben zu urteilen, ein Männergrab, wobei die Runen nach unten gerichtet waren. Der Fundort liegt auf einem natürlichen Hügel, der vom Fjord aus zu sehen ist.
Die Grabbeigaben und der Stil der Pferdezeichnung auf dem Stein lassen sich ungefähr auf das Jahr 700 datieren, was durch die Sprache der Inschrift bestätigt wird. Letztere steht am Übergang zwischen Urnordisch und Altnordisch. Die in Altnordisch verfasste Inschrift enthält einige urnordische Wendungen. Das verwendete Runenalphabet ist das ältere Futhark, kurz vor dem Übergang in das jüngere Futhark. Der Stein befindet sich heute im Universitätsmuseum Bergen.

## Inschrift
Die Inschrift besteht aus 192 Runen in drei Zeilen. Nach heutiger Lesegewohnheit kommt die Zeile II zuerst, dann folgt Zeile III linksläufig und auf dem Kopf stehend und zuletzt Zeile I, durch die eine Pferdezeichnung verläuft. Es hat sich durchgesetzt die Zeilen, ihrem Inhalt gemäß, in der Reihenfolge unten, oben, mitte zu lesen. Einige Runen sind verwittert und daher unlesbar (im folgenden Text durch x markiert).
I. ni's solu sot uk ni sąkse stąin skorin. ni xxxx maR nąkdan isnx(x)rxxR, ni wiltiR manR lągi
II. hin wąrb naseu maR, mąde þaim kąibą i bormoþą huni. huwąR ob kam hąrisa hi a lat gotną fiskR oR fxxnąuim suwimade, fokl i fxaxx xxx gąlande. 
III. ąlu misurki
Übertragung ins Deutsche nach Krause:
I. „Nicht ist's (das Werk) von der Sonne getroffen und nicht der Stein von einem Sax geschnitten. Nicht möge jemand (den Stein) nackt hinlegen; nicht mögen in die Enge getriebene, nicht irregeleitete Männer (den Stein) weglegen.“
II. „Diesen (Stein) bewarf der Mann mit Leichensee (Kenning für Blut), rieb ab damit die Dollen in dem bohrmüden (= angebohrten, rituell unbrauchbar gemachten) Bären (= Schiff). – Als wer (= in welcher Gestalt) ist der Heer-Ase (Odin) gekommen hierher auf das Land der Krieger? – Fisch, aus dem Schreckensstrom schwimmend, Vogel in der Feinde Schar schreiend.“
III. „Zauber dem Missetäter (dem Grabfrevler oder dem Wiedergänger)!“

## Deutungsgeschichte
Der erste Runologe, der sich an der Deutung der Inschrift versuchte, war Magnus Olsen. Seit ihm haben viele Runologen (unter anderem Lis Jacobsen, Gerd Høst und Ottar Grønvik) teils sehr unterschiedliche Deutungen vorgelegt. Die hier wiedergegebene Deutung von Wolfgang Krause ist nur eine von vielen.
Die ohnehin schon schwer leserliche Inschrift enthält (besonders in Zeile II) viele unleserliche Runen. Diese Zwischenräume können nur gefüllt werden, wenn man die Inschrift in einen Kontext stellt, der je nach Runologe unterschiedlich angesetzt wird. Über die erste Zeile (ni's solo sot...) herrscht weitgehend Übereinstimmung, sowohl in der Lesung als auch in der Deutung. Die zweite Zeile wird voraussichtlich nie einstimmig gedeutet werden können.
Grob gesagt lässt sich die Inschrift als Warnung verstehen, die sowohl gegen mögliche Grabfrevler als auch gegen den Bestatteten selbst gewendet ist. Die Steinplatte lag mit der Runenseite nach unten, so dass der Tote gehindert wird, als Wiedergänger die Lebenden heimzusuchen. Diese Form der Verwendung von Runen wird besonders von der Formel ąlu nahegelegt, die häufiger auf Steinen auftaucht, z. B. beim Stein von Elgesem, oft auch linksläufig.